# Хали Тиам
Хали Тиам (роден на 7 януари 1994 г.) е сенегалски футболист, играл като дефанзивен полузащитник за Левски (София).

## Клубна кариера

### Ранна кариера
Тиам започва кариерата си в мъжкия футбол през 2012 г. в Унгария с Капошвари Ракоци, като изиграва 25 мача и отбеляза 4 гола за две години за тима от унгарския елит. Играе 13 пъти и за резервите на отбора във втория ешелон. През 2014 г. се присъединява към отбора на МТК Будапеща, където дебютира на 26 юли в мач срещу Печ МФК. Записва 47 мача и 3 гола в първите си два сезона за МТК преди да бъдете отдаден под наем в клуба от Мейджър Лийг Сокър Чикаго Файър на 4 май 2016 г. За отбора от Чикаго отбеляза един гол в двадесет мача, преди да се върне в Унгария.
На 25 януари 2017 г. е отдаден под наем в турския Газиантепспор
На 21 август 2017 г. руският клуб ФК Динамо Москва обявява договор с Тиам за едногодишен наем от МТК Будапеща (Газиантепспор не активира опцията за закупуване). Договорът с Динамо също включва опция за закупуване. Наемът е прекратен на 12 февруари 2018 г. по взаимно съгласие, тъй като Тиам не успява да се наложи в отбора

### Левски (София)
На 14 февруари 2018 г. Хали Тиам е взет под наем от Левски (София) до края на сезона. На 2 юни 2018 г. Левски го купува с контракт за следващите три години. Има 39 мача и 2 гола със синята фланелка.